# シェムリアップ州

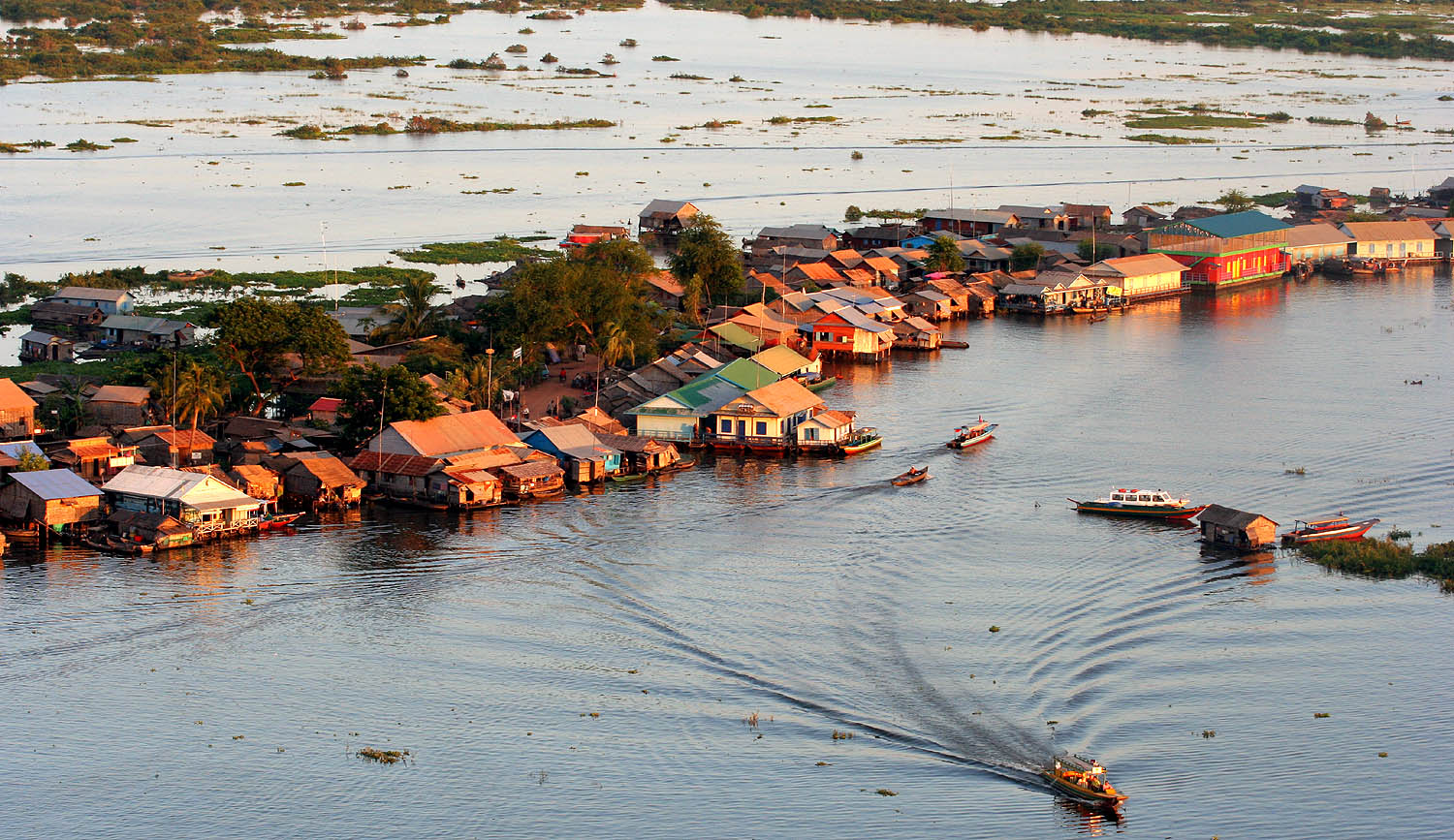
トンレサップ湖

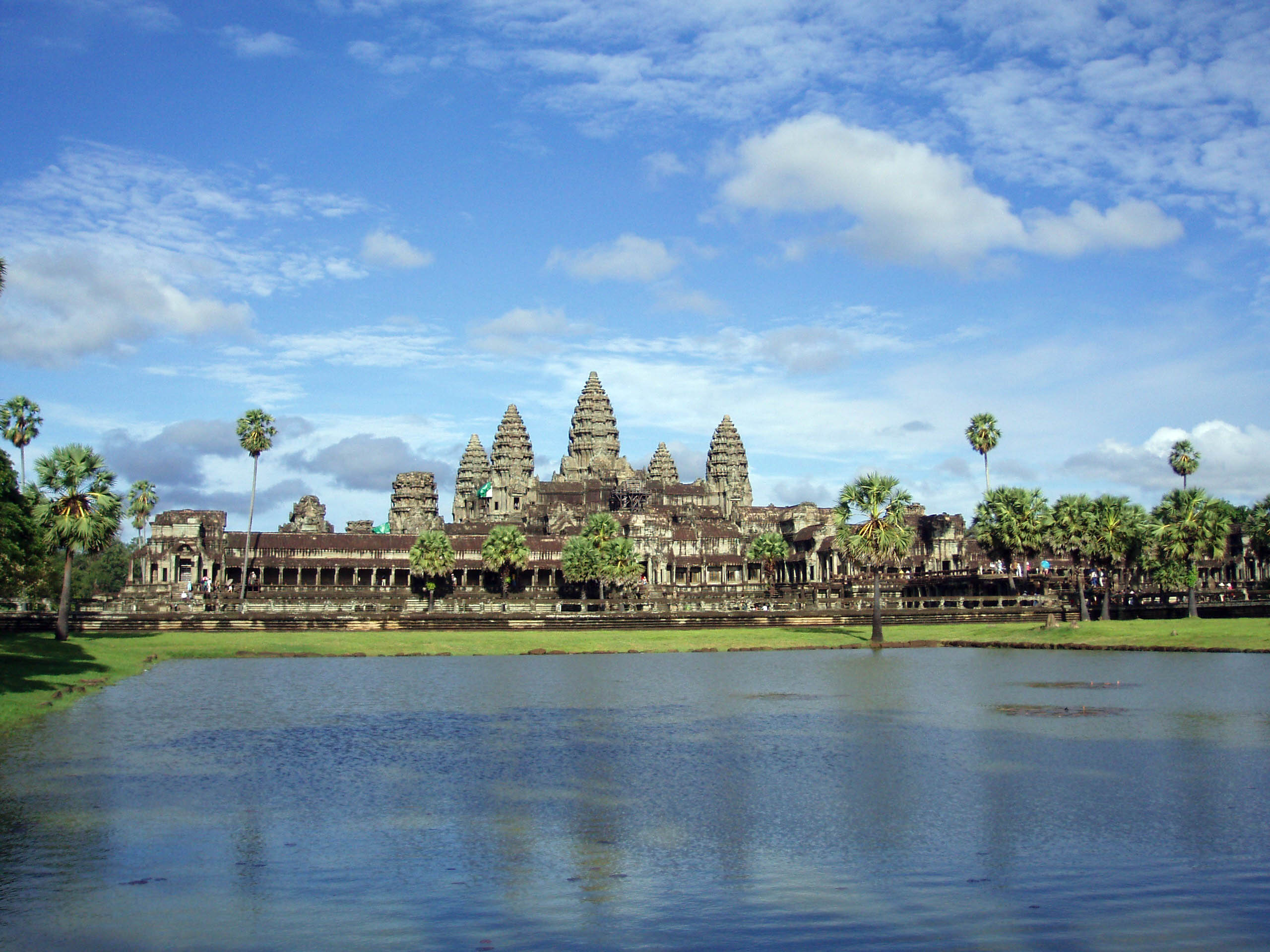
アンコール・ワット

シェムリアップ州 (シェムリアップしゅう、Siem Reap Province, សៀមរាប) はカンボジア西北部の州の一つであり、トンレサップやアンコール遺跡、そしてその観光拠点である州都シェムリアップがある。

## 行政区画
| 1701 | Angkor Chum                        |  |
| 1702 | アンコールトム郡                   |  |
| 1703 | バンティアイスレイ郡               |  |
| 1704 | Chi Kraeng                         |  |
| 1706 | Kralanh                            |  |
| 1707 | プク郡                             |  |
| 1709 | プラサットバコン郡                 |  |
| 1710 | シェムリアップ郡（シェムリアップ） |  |
| 1711 | ソトニコム郡                       |  |
| 1712 | Srei Snam                          |  |
| 1713 | スバイレオ郡                       |  |
| 1714 | Varin                              |  |

## 交通
- 陸路
  - 国道6号線（英語版）の主要な経由地である。
  - 長距離バス - プノンペン、ポイペト、バンコクなどへのバスが運行されている。発着地は、運行会社ごとに異なっている。
  - ピックアップトラック - 近郊の地域にはピックアップトラックが運行されている。
  - 市内交通 -  アンコール・ワット等のアンコール遺跡群への観光は、ツアーへの参加、タクシー、トゥクトゥク、バイクタクシーなどを使用するか、レンタサイクル、レンタル電動スクーターを利用するのが一般的である。
  - 配車アプリである Passapp や Grab も利用できる。
- 水路 - トンレサップ湖を経由した、プノンペン方面へのスピードボート、およびクルーズ船が運航されている。
- 空路 - 2023年10月、市内中心部から約45km東方の場所にシェムリアップ・アンコール国際空港が開港した。従来のシェムリアップ国際空港は運用を終えた。

## 放送
| 周波数   | 局名                         |
| 92.0MHz  | フランス国際放送(フランス語) |
| 93.0MHz  | Radio Bayon FM93             |
| 97.5MHz  | Love FM(英語)                |
| 98.0MHz  | FM98                         |
| 100.5MHz | Sweet FM                     |
| 101.5MHz | ラジオ・オーストラリア(英語) |

- 局横の括弧がない局は、現地語で放送

## 姉妹都市
- 愛知県額田郡幸田町（日本） 2010年(平成22年)11月18日 姉妹都市提携